# واسب-8b
WASP-8b (بالإنجليزية: WASP-8b)‏ الذي يرمز له بالرمز WASP-8b، هو كوكب خارج المجموعة الشمسية، في كوكبة معمل النحات، يتبع WASP-8 ‏.

## الاكتشاف
اكتشف في 1 أبريل 2008.